# Махир, Мирза Исрафил
Мирза Исрафил Махир (азерб. Mirzə İsrafil Mahir) — азербайджанский поэт XIX века, участник общества «Фёвджул-фюсаха».

## Творчество
Мирза Исрафил Махир, в юности в совершенстве изучивший персидский язык, свободно писал стихи на этом языке, а также на своем родном азербайджанском. Из литературного наследия поэта в сборнике «Ленкоранские поэты» даны стихи, написанные Гаибу и Хамуши, сатира сына Моллы Сяхбана Таиба, три строки из газели, написанные на персидском языке.